# Oceanwood Capital Management
Oceanwood Capital Management LLC es una empresa de capital riesgo fundada en 2006 con sede en Londres (Reino Unido) y Malta. Con oficinas en Londres y Malta, Oceanwood Capital gestiona intereses de un grupo diverso de inversores, incluidos los principales fondos privados y públicos de pensiones, fundaciones, instituciones financieras y compañías de seguros de todo el mundo. Oceanwood Capital ha sido autorizada por la FCA desde el año 2006, la MFSA (Autoridad de Servicios Financieros de Malta) desde 2008 y está registrada en la SEC desde 2014. 

## Historia
Fundada en marzo de 2006 por Christopher Gate, Oceanwood Capital es una firma de asesoría de inversión con vocación europea y con sede en Londres y Malta. El equipo básico de la compañía salió del Grupo Tudor, que puso en marcha el fondo en septiembre de 2006, con una inversión significativa de Tudor. Christopher Gate (CIO) había comenzado su carrera en Goldman Sachs y había pasado 6 años en el Grupo Tudor. La firma gestiona un total estimado de $ 2.460 millones en activos. Sus operaciones incluyen 20 empleados y está clasificada como prestación de servicios de asesoramiento de inversión a varios clientes.
En 2009, Oceanwood Capital, junto con GLG Partners LP y Ramius Capital Group LLC, dirigieron el comité de acreedores en la quiebra de Lehman Brothers, de acuerdo con la Corte de Apelación del Reino Unido, para resolver la trama europea de Lehman Brothers Holdings Inc.
En junio de 2010, Oceanwood Capital se unió a Edoma Capital, una empresa incipiente de Pierre-Henri Flamand, exjefe de estrategia de Goldman Sachs.
Entre los fondos administrados se encuentran el Fondo de Pensiones de los Empleados de la Escuela Pública de Pensilvania y el Fondo de Pensiones de Empleados Escolares de Ohio.
Oceanwood Capital tiene tres fondos principales: Oceanwood Peripherical European Select Opportunities Fund, Oceanwood Opportunities Master Fund y Oceanwood Global Opportunities Fund, así como cuentas para inversores individuales.
Oceanwood Peripheral European Select Opportunities Fund invierte en toda clase de activos, con especial énfasis en acciones del sector financiero de países como Irlanda, Italia, España, Portugal y Grecia. Su objetivo es devolver entre el 15 y el 20 por ciento al año.

## Actividad en el mundo

### Inversiones en España
En 2016, la entidad gestora de fondos Oceanwood Capital ha alcanzado una participación del 8,6% en el banco español Liberbank, equivalente a 89,8 millones de euros, según el precio de las acciones de la entidad bancaria al cierre de la sesión bursátil del 3 de junio de 2016. También invirtió en NH Hoteles, del que llegó a tener un 11% en junio de 2016. Además, consiguió crear una alianza, junto a otros grupos como Hesperia y Henderson Capital, para desbancar al grupo inversor chino encabezado por Charles Mobus, copresidente de NH.
- Liberbank 8,60%[10]

- NH Hoteles 11,00%[13]